# Republiken Minerva

Republiken Minervas flagga

Republiken Minerva (engelska Republic of Minerva) var ett försök att 1972 skapa en suverän mikronation på en konstgjord ö i Minervareveti Stilla havet. Arkitekten till projektet var miljonären och aktivisten Michael Oliver, som efter detta försöks misslyckande fortsatte med liknande projekt under det kommande decenniet. Tanken med projektet var att det skulle skapas ett libertarianskt samhälle på ön, det vill säga ett frihetligt samhälle utan skatt, bidrag eller annan interventionism. Förutom turism och fiske var tanken att den nya nationen skulle ha lätt industri som ekonomisk bas. Enligt Glen Raphael var huvudorsaken till att projektet misslyckades att de libertarianer som tänkt sig att bo där inte ville slåss för sitt territorium Enligt det nyliberala magasinet Reason har Minervas territorium mer eller mindre tagits tillbaks av havet.
Platsen för den tänkta nationen var 23°38′S 178°54′V / 23.633°S 178.900°V i Stilla havet.

## Historik

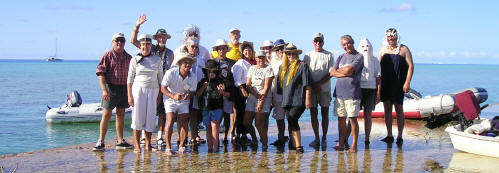
Ett återbesök på Minerva, några år efter konfrontationen

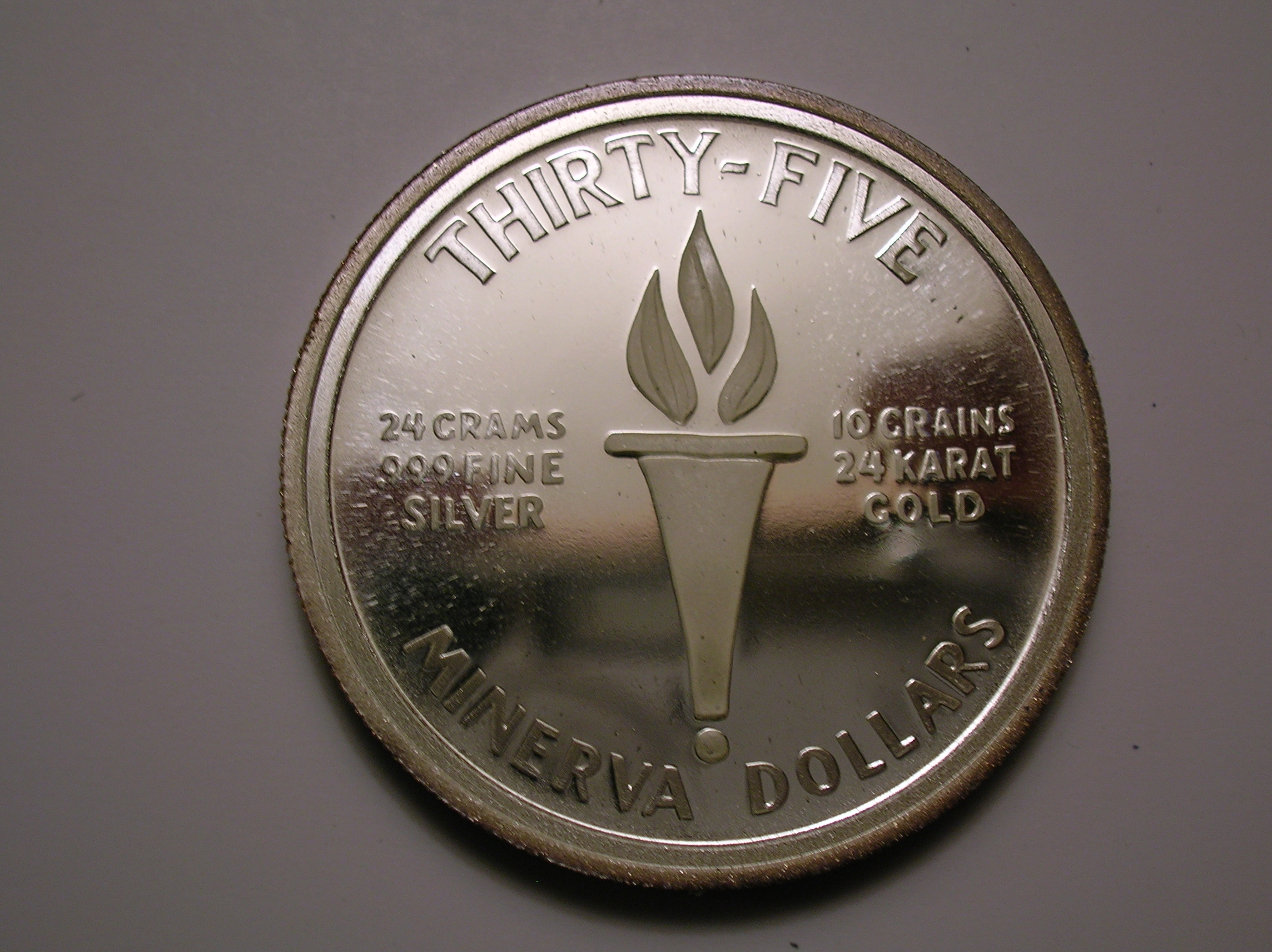
Minervadollar

Minerva upptäcktes 1852 av en grupp amerikanska valjägare. Men det var inte förrän 1942–1945 som någon tog öarna i besittning. Det skedde genom att amerikanska militära styrkor ockuperade atollerna under Stillahavskriget under andra världskriget. 1971 fraktades stora mängder sand från Australien till atollerna, så att revet tydligare hamnade ovanför vattenytan och en mindre borg kunde byggas. Byborna satte också upp en flagga för den nya nationen.
Republiken Minerva grundades sedan formellt genom en oavhängighetsförklaring (självständighetsförklaring) den 19 januari 1972. Ett brev med förklaringen skickades till de näraliggande länderna. Minerva-borna hade också skapat en egen valuta och i februari 1972 valdes Morris C. Davis till president. Oavhängighetsförklaringen möttes dock med stor misstänksamhet av de etablerade länderna i regionen.
Den 24 februari träffades därför Australien, Nya Zeeland, Tonga, Fiji, Nauru, Västra Samoa och Cooköarna för att diskutera den uppkomna situationen. Tonga deklarerade kort tid därefter att atollerna tillhörde Tonga, hänvisande till historiska skäl. De avskedade också presidenten och satte sin egen flagga på ön. Projektet rann därmed ut i sanden.